# 福音宣教省
福音宣教省（ふくいんせんきょうしょう、ラテン語: Congregatio pro Gentium Evangelisatione）は、ローマ教皇庁の聖省のひとつで、（日本を含めた）非カトリック国における宣教と福音化およびそれにともなう教会の活動を司る。1967年以前の名称である、布教聖省（ふきょうせいしょう、ラテン語: Sacra Congregatio de Propaganda Fide）としても知られる。
この省の長官は、決定権の大きさから長官服の色より「赤衣の教皇」とも呼ばれる。現在の長官はフェルナンド・フィローニ枢機卿であったが、2019年12月8日付けでマニラ大司教のルイス・アントニオ・タグレ枢機卿が任命された。

## 歴史

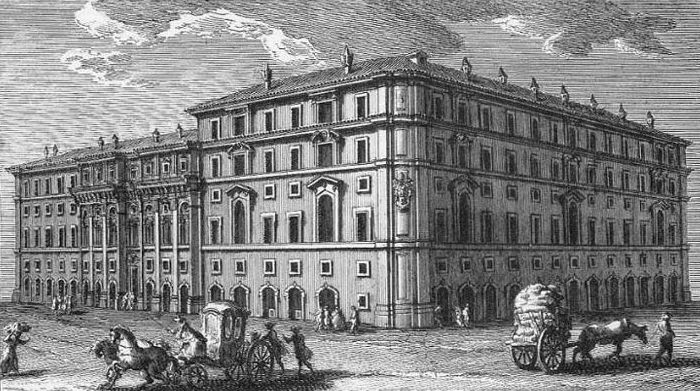

大航海時代、カトリック教会はスペインとポルトガルを庇護者として任じ、宣教会を保護させて海外進出を果たしたが、ローマ教皇庁の支配が行き届かず、また、宣教会が世俗権力と密着しすぎてしまうという弊害も伴っていた。宣教会は、世俗権力の保護を実際に得るために、世俗権力の求める貿易の仲介や代行、外交や内政など政治への参加も行っていたのである。これらの動きへの批判として、ローマ教皇庁が新たに信徒の司牧を行い、また、独自に宣教を執り行なおうとするなかで、布教聖省がグレゴリウス15世により1622年に開設された。
開設当時から、布教聖省では、海外宣教会の設置、教理書の翻訳および出版などに取り組んだ。1917年に東方教会省を分離する。

## 歴代長官
| 代 | 名前                                                          | 在任期間                        | 任命した教皇           | 備考                                       |
| -- | ------------------------------------------------------------- | ------------------------------- | ---------------------- | ------------------------------------------ |
| １ | アントニオ・マリア・サウリ                                    | 1622年 - 1622年                 | グレゴリウス15世       |                                            |
| 2  | ルドヴィコ・ルドヴィージ                                      | 1622年 - 1632年                 | グレゴリウス15世       |                                            |
| ３ | アントニオ・バルベリーニ                                      | 1632年 - 1645年                 | ウルバヌス8世          |                                            |
| ４ | ルイージ・カッポーニ                                          | 1645年 - 1649年                 | インノケンティウス10世 | バルベリーニがカステロ戦争で亡命していた間 |
| ５ | アントニオ・バルベリーニ                                      | 1649年 - 1671年                 | インノケンティウス10世 |                                            |
| ６ | パルッツォ・パルッツィ・アルティエリ・デッリ・ アルベルトーニ | 1671年 - 1698年                 | クレメンス10世         |                                            |
| ７ | カルロ・バルベリーニ                                          | 1698年 - 1707年                 | インノケンティウス12世 | 先述のバルベリーニの甥                     |
| ８ | ジュゼッペ・サクリパンテ                                      | 1704年 - 1727年                 | クレメンス11世         |                                            |
| ９ | ヴィンチェンツォ・ペトラ                                      | 1727年 - 1747年                 | ベネディクトゥス13世   |                                            |
| 10 | シルヴィオ・ヴァレンティ・ゴンザガ                            | 1747年 - 1756年                 | ベネディクトゥス14世   | ゴンザーガ家出身                           |
| 11 | ジュゼッペ・スピネッリ                                        | 1756年 - 1763年                 | ベネディクトゥス14世   |                                            |
| 12 | ジュゼッペ・マリア・カステッリ                                | 1763年 - 1780年                 | クレメンス13世         |                                            |
| 13 | レオナルド・アントネッリ                                      | 1780年 - 1795年                 | ピウス6世              |                                            |
| 14 | ジャチント・シギスモンド・ゲルディル                          | 1795年 - 1802年                 | ピウス6世              |                                            |
| 15 | ステファノ・ボルジア                                          | 1798年 - 1800年 1802年 - 1804年 | ピウス6世・ピウス7世   | ボルジア家出身                             |
| 16 | アントニオ・ドゥニャーニ                                      | 1804年 - 1805年                 | ピウス7世              |                                            |
| 17 | ミケーレ・ディ・ピエトロ                                      | 1805年 - 1814年                 | ピウス7世              |                                            |
| 18 | ロレンツォ・リッタ                                            | 1814年 - 1818年                 | ピウス7世              |                                            |
| 19 | フランチェスコ・ルイージ・フォンタナ                          | 1818年 - 1822年                 | ピウス7世              |                                            |
| 20 | エルコール・コンサルヴィ                                      | 1822年 - 1824年                 | ピウス7世              |                                            |
| 21 | ジュリオ・マリア・デッラ・ソマリア                            | 1824年 - 1826年                 | レオ12世               |                                            |
| 22 | マウロ・カッペーリ                                            | 1826年 - 1831年                 | レオ12世               | 後のグレゴリウス16世                       |
| 23 | カルロ・マリア・ペディチーニ                                  | 1831年 - 1834年                 | グレゴリウス16世       |                                            |
| 24 | ジャコモ・フィリッポ・フランソーニ                            | 1834年 - 1856年                 | グレゴリウス16世       |                                            |
| 25 | アレッサンドロ・バルナボ                                      | 1856年 - 1874年                 | ピウス9世              |                                            |
| 26 | アレッサンドロ・フランキ                                      | 1874年 - 1878年                 | ピウス9世              |                                            |
| 27 | ジョヴァンニ・シメオーニ                                      | 1878年 - 1892年                 | レオ13世               |                                            |
| 28 | ミェチスワフ・ハルカ ・レドコフスキ                           | 1892年 - 1902年                 | レオ13世               |                                            |
| 29 | ジローラモ・マリア・ゴッティ                                  | 1902年 - 1916年                 | レオ13世               |                                            |
| 30 | ドメニコ・セラフィーニ                                        | 1916年 - 1918年                 | ベネディクトゥス15世   |                                            |
| 31 | ウィレム・ファン・ロッサム                                    | 1918年 - 1932年                 | ピウス11世             |                                            |
| 32 | ピエトロ・フマゾーニ・ビオンディ                              | 1933年 - 1960年                 | ピウス11世             |                                            |
| 33 | サミュエル・ストリッチ                                        | 1958年 - 1958年                 | ピウス12世             |                                            |
| 34 | グレゴリオ・ピエトロ・アガギアニアン                          | 1958年 - 1960年 1960年 - 1970年 | ピウス12世 ヨハネ23世  |                                            |
| 35 | アグネロ・ロッシ                                              | 1970年 - 1984年                 | パウロ6世              |                                            |
| 36 | ダーモット・ライアン                                          | 1984年 - 1985年                 | ヨハネ・パウロ2世      |                                            |
| 37 | ヨゼフ・トムコ                                                | 1985年 - 2001年                 | ヨハネ・パウロ2世      |                                            |
| 38 | クレッシェンツィオ・セペ                                      | 2001年 - 2006年                 | ヨハネ・パウロ2世      |                                            |
| 39 | イワン・ディアス                                              | 2006年 - 2011年                 | ベネディクトゥス16世   |                                            |
| 40 | フェルナンド・フィローニ                                      | 2011年 - 2019年                 | ベネディクトゥス16世   |                                            |
| 41 | ルイス・アントニオ・タグレ                                    | 2019年 - 2022年                 | フランシスコ           |                                            |